# حسن الألوباطلي
حسن الألوباطلي أو ألوباتلي حسن أو «حسن طوبال» كما يعرف بالعربية، هو أحد الجنود آقنجي وهو أحد أبطال فتح القسطنطينة. ولد عام 831هـ (1428م) في ألوباتلي في كاراكابي غربي مدينة بورصه الشهيرة في تركيا حالياً.
كان حسن طوبال ضخم البنية ومقاتل بارع بطبيعة الحال كما هم بقية القوات آقنجي العثمانية والتي كانت تعتبر من أفضل قوات في العالم وقتها. وفي 20 جمادى الأولى 857هـ (29 مايو 1453م) وبعد 53 يوم من حصار مدينة القسطنطينية ومحاولات اقتحامها، قام حسن وثلاثين من رفاقة بالصعود على سور مدينة القسطنطينية في عملية بطولية، وصل حسن أولاً ومعه سيف ودرع الراية العثمانية فقط واستشهد 17 من رفاقه ولكنه بقي في أعلى السور يقاتل حتى لحقه الـ 12 الباقين، وفي النهاية استطاع أن يزيح أعلام القسطنطينية وينصب الراية العثمانية أعلى السور.
استشهد حسن طوبال وهو يدافع عن الراية العثمانية تحت وابل من السهام البيزنطية وقد وجد شهيداً مصاباً بـ 27 سهم، وكان لعمليته البطولية مع رفاقه أثر كبير في انتصار القوات العثمانية حيث أن رؤية العلم في قمة السور ألهب حماس الجيش العثماني وبعث اليأس في صفوف المدافعين، وقد انتصر العثمانيون بقيادة السلطان محمد الفاتح في نفس يوم استشهاد حسن طوبال.
لم يعرف عن حسن طوبال أنه تزوج. وبالعلم أنه كان جندياً آقنجياً حيث أن الآقنجي يتربون تربية خاصة على فنون القتال وتشتغل غالب حياتهم في الجهاد والحملات العثمانية.